# Men (film fra 1918)
Men er en amerikansk stumfilm fra 1918 af Perry N. Vekroff.

## Medvirkende
- Anna Lehr - Laura Burton
- Charlotte Walker
- Robert Cain - Roger Hamilton
- Gertrude McCoy - Alice Fairbanks
- Willette Kershaw